# Vučja Luka (Istočni Stari Grad)
Pour les articles homonymes, voir Vučja Luka.
Vučja Luka (en serbe cyrillique : Вучја Лука) est un village de Bosnie-Herzégovine. Il est situé sur le territoire de la ville d'Istočno Sarajevo, dans la municipalité d'Istočni Stari Grad et dans la république serbe de Bosnie. Selon les premiers résultats du recensement bosnien de 2013, il compte 264 habitants.
Avant la guerre de Bosnie-Herzégovine, le village faisait entièrement partie de la municipalité de Stari Grad (Sarajevo) ; après la guerre, son territoire a été partiellement rattaché à la municipalité d'Istočni Stari Grad nouvellement créée et intégrée à la république serbe de Bosnie.

## Démographie

### Évolution historique de la population dans la localité
| 1948 | 1953 | 1961 | 1971 | 1981 | 1991 | 2013 |
| ---- | ---- | ---- | ---- | ---- | ---- | ---- |
| -    | -    | 419  | 350  | 291  | 205  | 264  |

|  |